# Flusslandschaft mit einem Sämann
Flusslandschaft mit einem Sämann ist ein 1552/1557 entstandenes Werk Pieter Bruegels des Älteren. Das 70,2 cm × 102 cm messende Ölgemälde auf Holz gehört als Parable of the Sower zur Sammlung des Timken Museum of Art in San Diego. Das Bild ist auch als Landschaft mit dem Gleichnis vom Sämann und als Landschaft mit der Parabel vom Sämann bekannt.

## Beschreibung
Der Betrachter blickt von einem erhöhten Standpunkt aus auf eine Flusslandschaft mit Bauernhäusern, einer Kirche, einer entfernt liegenden Burg, einer Stadt und einem Gebirge. Am erhöht liegenden dunklen Waldrand vorne links ist ein Landmann eben mit der Aussaat beschäftigt. Auch weitere Personen sind zu sehen: Ein Berittener unterhält sich mit einem Schnitter, jemand pflückt Obst und ein Mann verrichtet seine Notdurft. Am anderen Ufer des diagonal verlaufenden Flusses sind Boote festgemacht und vor einem davon versammelt sich eine Menschenmenge.

## Deutung und Einordnung

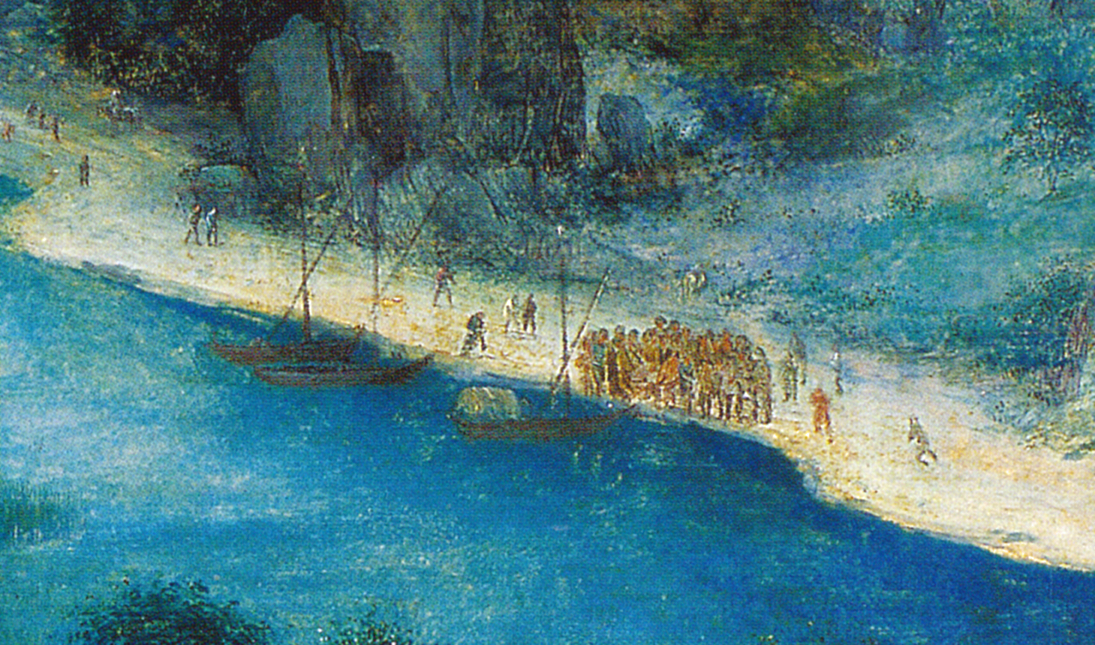
Als Zuhörerschaft Jesu gedeutete Menge

Die geläufige Deutung, das Bildthema sei Jesu Gleichnis vom Sämann (Mt 13,1 ), lässt sich nicht auf Anhieb nachvollziehen. Die Menschenmenge am Flussufer wird als Zuhörerschaft Jesu gesehen, der, um zu allen sprechen zu können, in ein Boot stieg. Obwohl sich die Menge tatsächlich vor einem Boot versammelt, ist dieses jedoch leer. Möglicherweise ging die Figur Jesu bei einer späten Restaurierung, die den gesamten Hintergrund betraf, verloren. Das Bild gehört zu den frühen Überschaulandschaften Bruegels, wie auch die Landschaft mit der Flucht nach Ägypten (1563).  Der Eindruck von Tiefe entsteht hier nicht nur durch Perspektive, sondern auch durch Farbgebung: Der Vordergrund ist bräunlich dunkel, der Mittelgrund grün und die Ferne bläulich.